# Juan de Moncayo (f. 1567)
Juan de Moncayo (Coscojuela de Fantova, 1533 - 1567) fue un noble aragonés, conocido por desempeñar el cargo de portantveus o  gobernador de Orihuela.

## Biografía
Natural de Coscojuela de Fantova, en el somontano de Barbastro, pertenecía al linaje de Moncayo, una familia de origen navarro que se había afincado en la localidad y ostentaban el título de señor. Varios Juan de Moncayo constan como diputados a cortes del reino de Aragón en el periodo, sin que los autores tengan claro a qué miembros homónimos de la familia hacen referencia estas menciones.
Juan hizo carrera en la administración real y durante el reinado de Carlos V fue gobernador de la isla de Menorca desde al menos 1551. Durante su mandato constan obras de fortificación en Ciudadela y Mahón y trabajos en los puertos, así como registros documentales sobre el retraso en su sueldo de gobernador que no terminaría cobrando hasta años después de haber dejado la plaza. Siguió en el cargo hasta 1553.
Ese mismo año de 1553 fue nombrado gobernador de Orihuela, lo que le hacía representante real en el sur del reino de Valencia bajo la autoridad del virrey de Valencia. Reemplazaba a Nuño del Águila, propuesto por su lealtad a la monarquía pero impugnado por no ser natural de la Corona de Aragón. Juan de Moncayo fue también un partidario del absolutismo regio durante la centralización de la administración bajo Felipe II de España y su gobierno estuvo plagado de desencuentros con las autoridades municipales de Orihuela, que le acusaron de inmiscuirse en el gobierno municipal y de designar representantes en localidades en contra de los privilegios locales. Contó sin embargo con la aquiescencia regia, que no castigó sus reformas incluso cuando estas entraban en conflicto con provisiones virreinales. Su gobierno acabó en 1566.